# Dagoberto Currimilla
Dagoberto Alexis Currimilla Gómez (* 26. Dezember 1987 in Paillaco) ist ein ehemaliger chilenischer Fußballspieler auf der Position des rechten Mittelfeldspielers.

## Karriere

### Verein
Dagoberto Currimilla begann seine Laufbahn in der Jugend des CD Huachipato. Er wurde 2005 in die erste Mannschaft befördert. Mitte 2011 wurde er für sechs Monate an Santiago Morning verliehen. 2012 ging er zu Unión Española, wo er erst für die Zweitvertretung spielte, aber schnell in die erste Mannschaft kam und dort als Kapitän fungierte. In der Transición 2013 wurde Currimilla Meister mit dem Team spanischer Einwanderer. 2017 wechselte er in seine Heimat zu Deportes Valdivia, wo er 2021 seine Karriere beendete.

### Nationalmannschaft
Dagoberto Currimilla spielte bei der U-20-Fußball-Südamerikameisterschaft 2007 in Paraguay mit Chiles U-20 und landete auf dem vierten Platz, der für die Qualifikation zur U-20-Fußball-Weltmeisterschaft 2007 reichte. Bei der Weltmeisterschaft spielte Chile ein starkes Turnier und wurde Turnierdritter, nachdem es im Halbfinale an Argentinien gescheitert war, aber das Spiel um Platz drei gegen Österreich gewinnen konnte. Im Halbfinale hatte Currimilla die Rote Karte gesehen und durfte daher im Platzierungsspiel nicht mitwirken.
Für Chiles A-Nationalmannschaft lief Currimilla ein Mal auf. Beim Freundschaftsspiel gegen Neuseeland im April 2006 stand er 90 Minuten auf dem Platz.

## Erfolge
Unión Española
- Chilenischer Meister: Transición 2013
- Chilenischer Supercup-Sieger: 2013